# 弗雷德·图特尔
弗雷德·图特尔（英語：Fred Tootell，1902年9月9日—1964年9月29日），美国男子田径运动员，主攻链球。他曾代表美国参加1924年夏季奥林匹克运动会田径比赛，获得男子链球金牌。